# Георг фон Бранденщайн
Георг фон Бранденщайн (на немски: Georg von Brandenstein; † 1525) е благородник от рицарската фамилия фон Бранденщайн от Опург в Тюрингия.
Той е син на саксонския херцогски съветник Ханс фон Бранденщайн-Опург († 21 юни 1483) и съпругата му Анна фон Русвурм. Внук е на саксонския херцогски съветник и главен маршал Еберхард фон Бранденщайн-Опург-Бранденщайн († 1441) и Юта (Катарина) фон Вангенхайм († ок. 1443), дъщеря на Луц VIII фон Вангенхайм и Катарина фон Вицлебен. Потомък е на Хайнрих фон Бранденщайн († сл. 1364), фогт в Тюрингия.
Рицарската фамилия получава ок. 1351 г. от Ветините резиденцията си замък Бранденщайн (днес част от Ранис) в Тюрингия.

## Фамилия
Георг фон Бранденщайн се жени за Сибила/Катерина фон Хойм, дъщеря на Зигфрид фон Хойм († сл. 1469) и Кунигунда фон Варберг († сл. 1457). Те имат децата:
- Йоахим фон Бранденщайн († пр. 7 февруари 1575), женен I. 1527 г. за Анна фон Рорбах, II. ок. 1549 г. за Сибила фон Оберниц († сл. 1584)
- Ото фон Бранденщайн (* пр. 1533; † 18 август 1572), женен I. 1540 г. в Кверфурт за Доротея фон Поигк († 25 март 1549), II. на 8 февруари 1550 г. в Нойщат ан дер Орла за Маргарета фон Каневурф († 2 април 1564), III. на 19 май 1567 г. за Елизабет фон Брайтенбах († 15 септември 1615, Опург); има общо 4 деца
- Ханс (Турчина) фон Бранденщайн (* ок. 1510, † пр. 1586), женен ок. 1548 г. за Хелена фон Щайн († 24 ноември 1600, Опург). През 1545 г. след завръщането му от турския плен той построява в Опург имението „Тюркенхоф“.

- Имението „Тюркенхоф“ в Опург, Тюрингия